# Mark Winterbottom

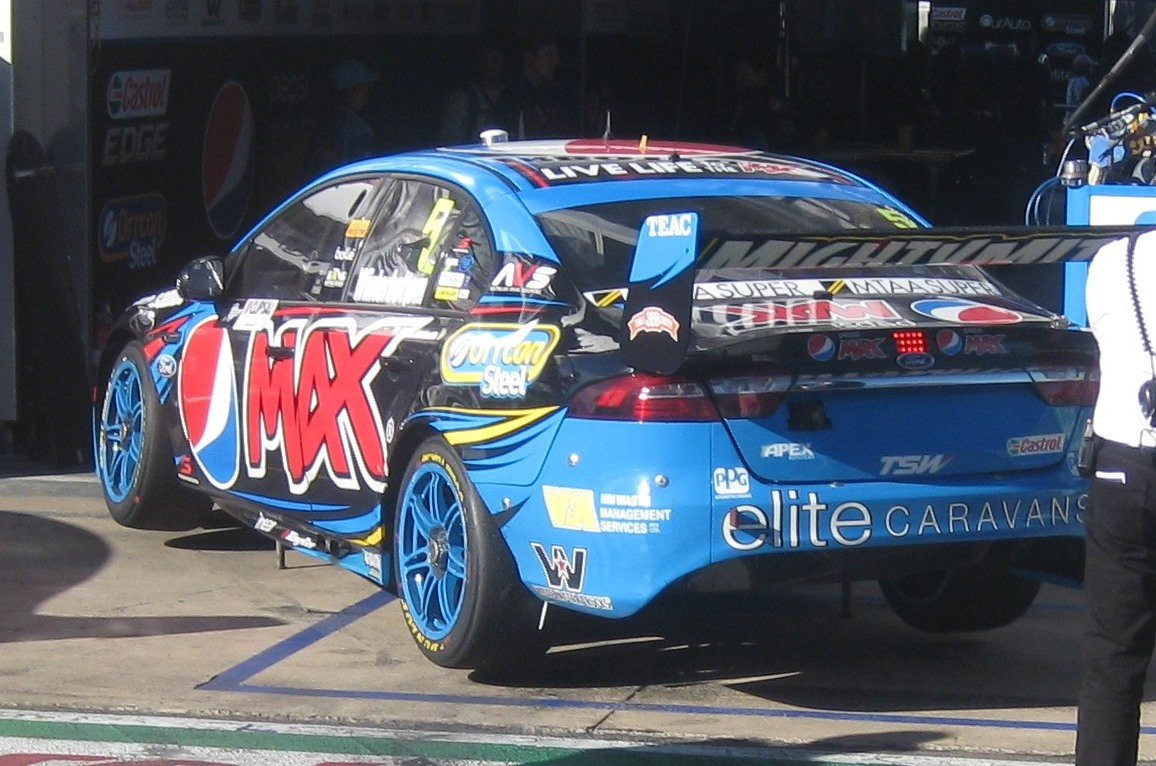
Winterbottoms Ford Falcon FG-X under mästerskapsåret 2015, här från premiärtävlingen Clipsal 500 i Adelaide. Året efter försvann sponsorn Pepsi Max från teamet.

Mark "Frosty" Winterbottom, född den 20 maj 1981 i Sydney, Australien, är en australisk racerförare.

## Racingkarriär
Winterbottom tävlade först i motorcyklar som åttaåring, men bytte sedan till gokarts, där han tävlade tills han var runt 20, och han vann tio nationella titlar och 25 titlar i New South Wales. Han kom sedan tvåa i Australiska Formel Ford 2002, och flyttade i samma veva som mästraen Jamie Whincup till V8 Supercar-kategorin, där han började med att vinna andraserien Koncia Supercars 2003, vilket gav honom en plats i Supercar-serien.
De första två åren var inga framgångar, men han fick sedan ett kontrakt med Ford Performance Racing till 2006, och han tackade genom att slå igenom ordentligt, och bli trea i serien. Han vann ett race 2007, men blev "bara" femma i tabellen, då han oftast inte hade något svar mot Triple Eight-förarna Jamie Whincup och Craig Lowndes, samt HSV Dealer Teams Garth Tander och Rick Kelly.
2008 var istället året då han slog igenom som racevinnare på allvar, genom att ta en trippel och rent av leda mästerskapet halvvägs, då han ett tag var snabbast varje race. Han tappade sedan till Tander och Whincup, och låg inför Bathurst 1000 trea i mästerskapet. Tanders svaga avslutning på säsongen gav dock Winterbottom andraplatsen i sluttabellen, trots att Tander vann den sista omgången.
Han blev mästare i V8 Supercars 2015.

## V8 Supercar

### Segrar
| Nr | Omgång      | År   |
| -- | ----------- | ---- |
| 1  | Sandown 500 | 2006 |
| 2  | Sakhir      | 2007 |
| 3  | Barbagallo  | 2008 |
| 4  | Ipswich     | 2008 |